# Karlbo
Karlbo – przedmieście Avesta. Znajduje się tutaj dom rodzinny szwedzkiego poety, laureata Literackiej Nagrody Nobla Erika A. Karlfeldta.